# Nazim Baykishiyev
Nazim Zohrab oglu Baykishiyev (en azerí:Nazim Zöhrab oğlu Bəykişiyev; Bakú, Unión Soviética, 29 de junio de 1948) es un pintor de teatro y de cine de Azerbaiyán, galardonado con el título de Pintor del Pueblo de la República de Azerbaiyán.

## Biografía
Nazim Baykishiyev nació el 29 de junio de 1948 en Bakú.
Después de graduarse de la Escuela Estatal de Arte en nombre de Azim Azimzade trabajó en la Galería Estatal de Arte de Bakú. Entre 1970 y 1975 ingresó en la facultad de Artista Teatral del Instituto ruso de arte teatral  en la ciudad de Moscú y estudió en la clase de Artista del Pueblo de la URSS Serguéi Obraztsov. Después de graduarse del instituto trabajó como escenógrafo en el Teatro de Títeres y el Teatro Dramático de Rusia en Vladikavkaz. Más tarde trabajó como escenógrafo y artista principal en el Teatro Estatal de Drama Musical de Sumgayit, el Teatro de Música Estatal Académico de Azerbaiyán y el Teatro Estatal de Espectadores Jóvenes de Azerbaiyán.
Desde 2001 es el artista principal del Teatro Académico Estatal de Drama de Azerbaiyán.

## Premios y títulos
- Premio Estatal de la RSS de Azerbaiyán  (1984)
- Pintor de Honor de la República de Azerbaiyán (2002)[3]
- Pintor de Pueblo de la República de Azerbaiyán (2006)